# Патер, Жан-Батист
Жан-Бати́ст Пате́р (фр. Jean-Baptiste Pater; 29 декабря 1695, Валансьен — 25 июля 1736, Париж) — французский живописец и рисовальщик, ученик Антуана Ватто, видный представитель искусства стиля регентства и раннего рококо.

## Биография
Жан-Батист Патер был членом известной художественной семьи, сыном живописца и скульптора из Валансьена Антуана-Жозефа Патера и Жанны Элизабет де Фонтен. Брат Патера Старшего— Жак Патер (1671—1702) был живописцем, а брат Жана-Батиста Патера Младшего — Жан-Франсуа (1700 — ?) — скульптором.
Жан-Батист вначале учился скульптуре в мастерской отца. Затем отказался от скульптуры в пользу живописи и в 1706 году поступил помощником к живописцу, члену Гильдии Святого Луки в Валансьене Жану-Батисту Гиде.
После переезда в Париж, в 1713 году молодой художник по ходатайству отца поступил помощником в мастерскую Антуана Ватто, творчество которого оказало значительное и длительное воздействие на Жана-Батиста. Затем художник провёл два года в родном Валансьене, после чего в 1720 году вновь возвратился к Ватто, пока сложный характер Ватто не привёл их к окончательному расставанию.
31 декабря 1728 года за картину «Солдатское ликование» (La Rejouissance des Soldats). Ж.-Б. Патер был принят в Королевскую академию живописи и скульптуры,
Одним из главных заказчиков Патера был король Пруссии Фридрих Великий, позировавший для двух «турецких» портретов: «Султан в гареме» и «Султан в саду» и владевший более чем сорока картинами Жана-Батиста Патера.
Будучи больным и слабым здоровьем, 28 июня 1736 года Жан-Батист составил завещание в пользу сестры Марии-Маргариты Патер. Он скончался в своём доме на улице Кенкампуа в Париже. Похороны состоялись в церкви Сен-Николя-де-Шан, а похоронен он, вероятно, был на кладбище Невинных в Париже.

## Оценки творчества
Жан-Батист Патер строил своё творчество на подражании «галантным сценам», «сельским празднествам», портретам и бытовым сценам, в том числе на литературные и театральные сюжеты— темам, характерным для Антуана Ватто, мастера, с которым он примирился, и даже выполнил некоторые заказы после его смерти. Кроме того Патер подражал Никола Ланкре. "Как и Ланкре, он черпал сюжеты для своих ярмарочных сцен из военной жизни или итальянской комедии, театра и басен.
В санкт-петербургском Эрмитаже хранятся восемь картин картин Патера. А. Н. Бенуа писал в своём знаменитом «Путеводителе по Картинной галерее Императорского Эрмитажа» (1910):

 «Лучше не сравнивать земляка и единственного ученика Ватто, Патера, и подражателя Ватто Ланкре, с самим гениальным мастером. Это им только во вред, ибо им недостаёт поэзии чудесного художника, да и техника их, при всём своём блеске, уступает его технике. Однако, взятые самим по себе, это очень большие мастера, виртуозы первого разряда и прелестные летописцы своего времени» 
«У Ватто не было подлинных учеников и последователей, и это закономерно: слишком субъективным, глубоко личным было его искусство. Жан-Батист Патер, единственный, кто недолгое время у него учился, унаследовал от Ватто лишь сюжеты и чисто внешние приёмы композиции и живописи».

## Галерея

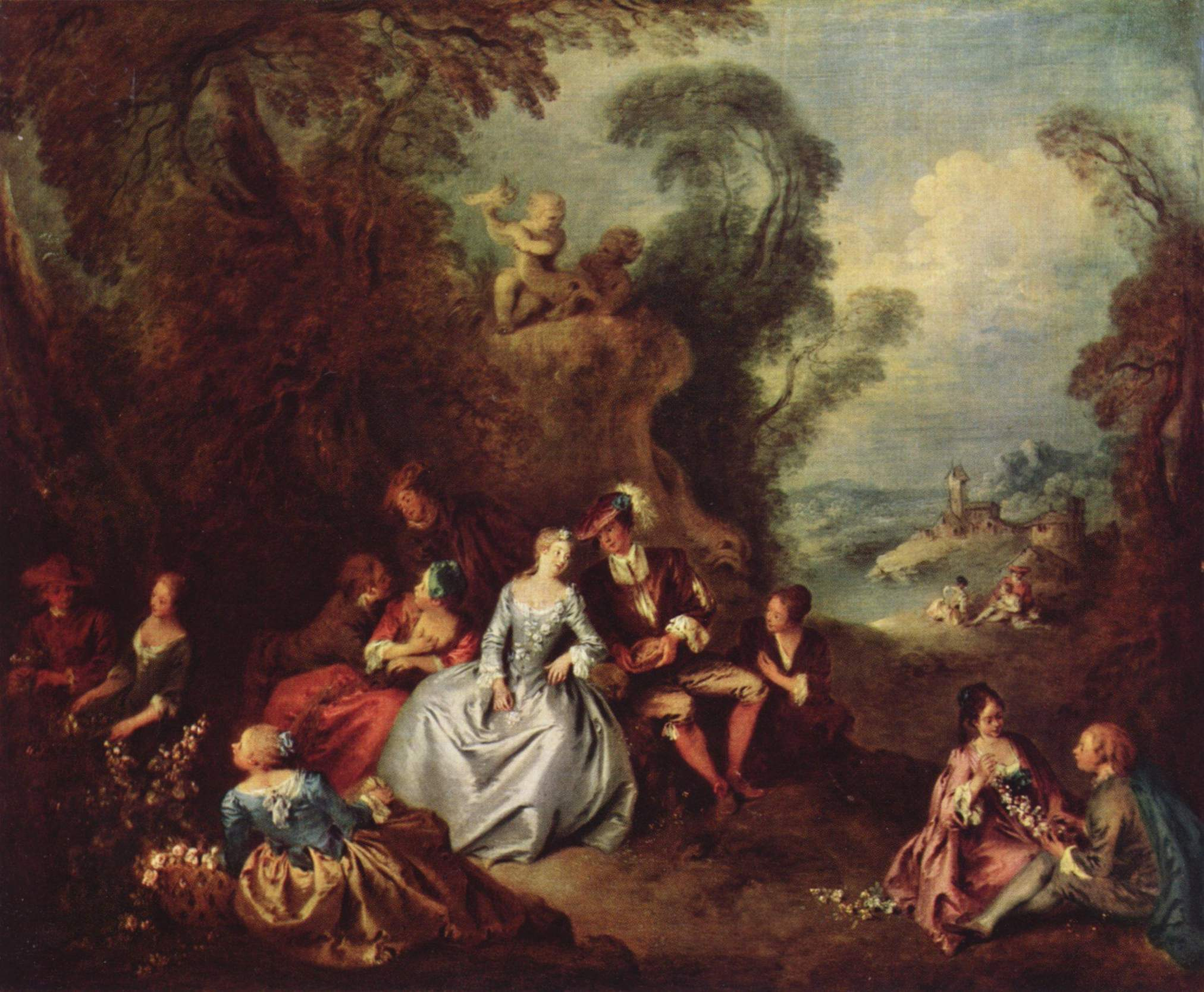
Радости сельской жизни. Между 1730 и 1735. Холст, масло. Старая пинакотека, Мюнхен
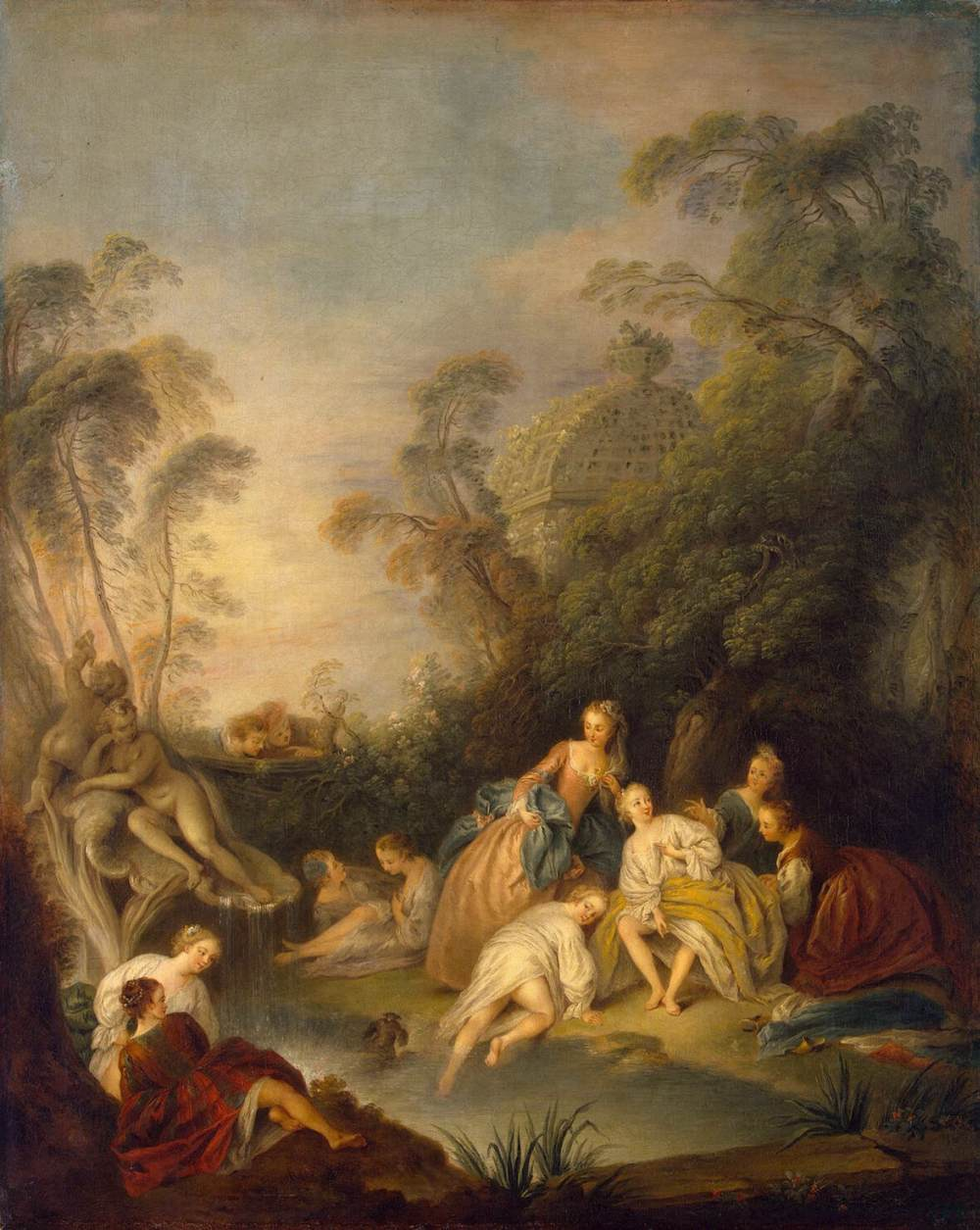
Купальщицы. Холст, масло. Государственный Эрмитаж, Санкт-Петербург
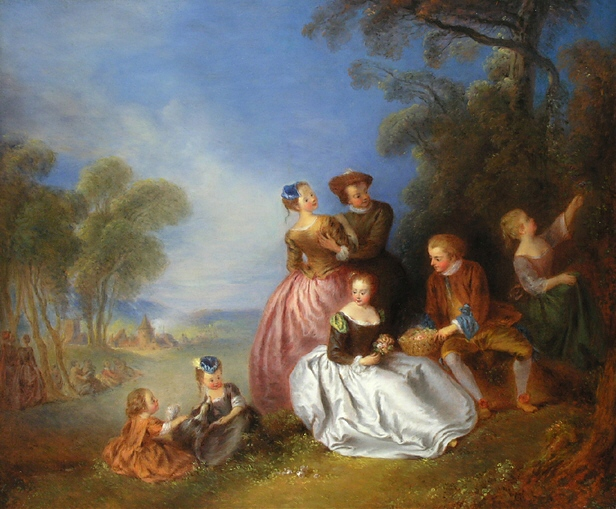
Семейная прогулка в Кампанье. Холст, масло. Частное собрание
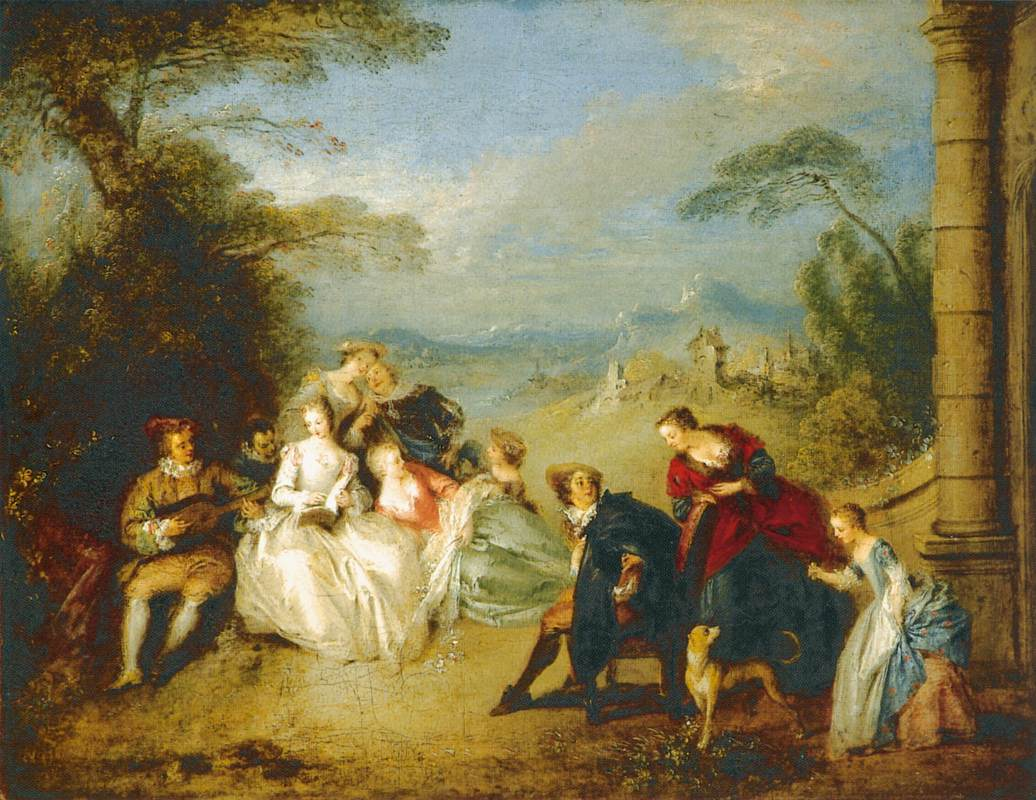
Концерт в сельской местности. 1734. Холст, масло. Музей Тиссена-Борнемисы, Мадрид
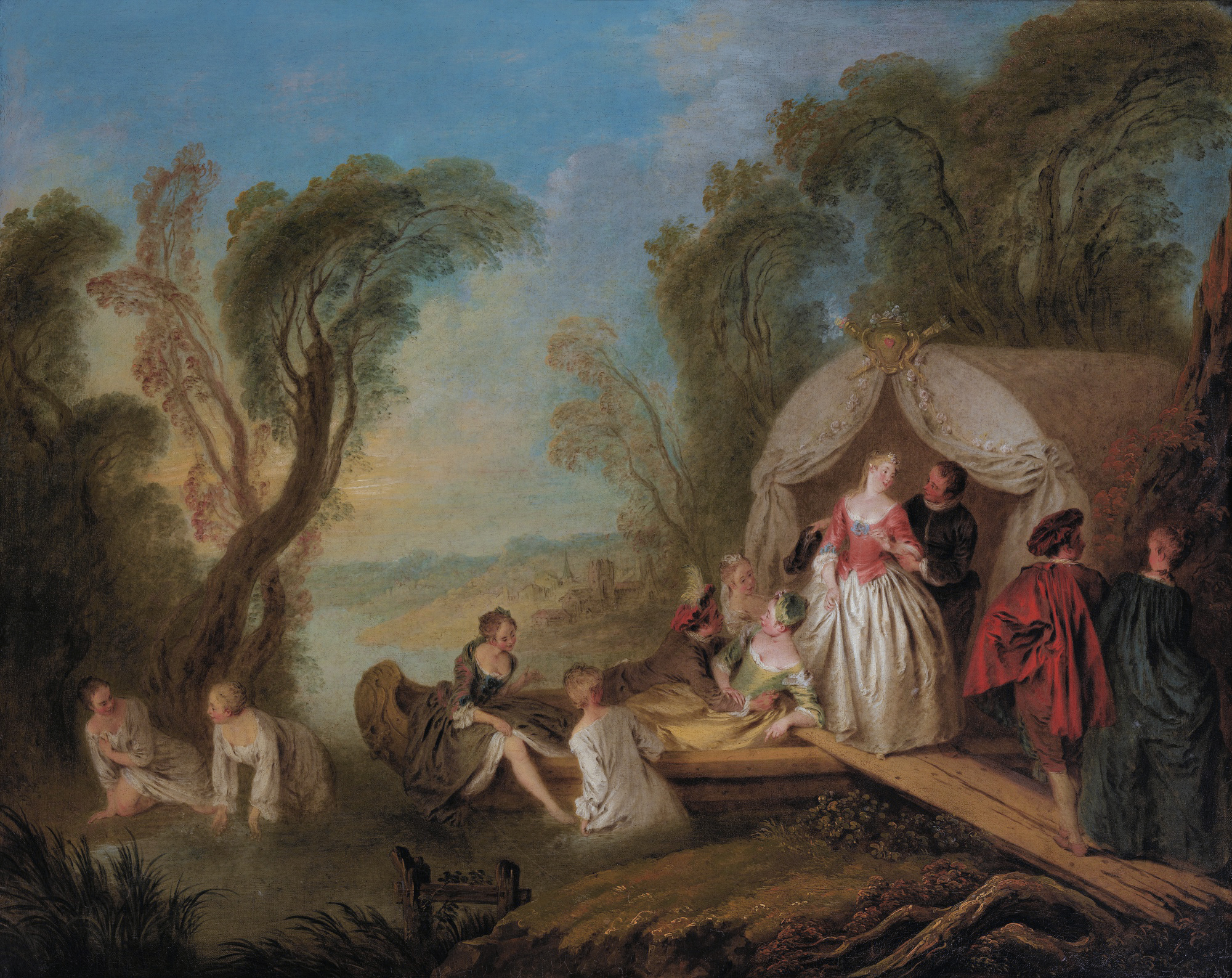
Галантный праздник: Барка наслаждений. 1730-е. Холст, масло. Частное собрание
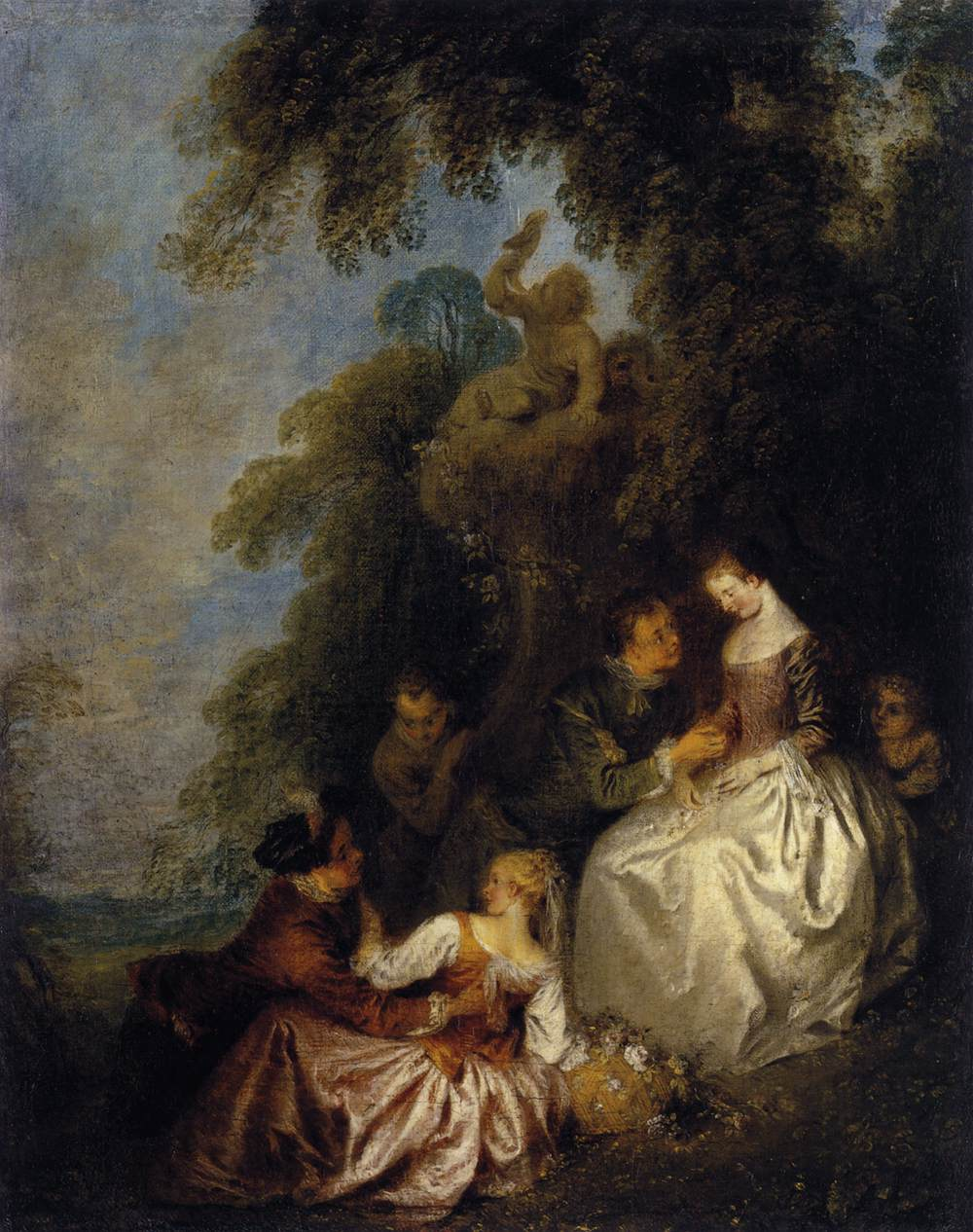
Галантная беседа. между 1720 и 1723. Холст, масло. Лувр, Париж
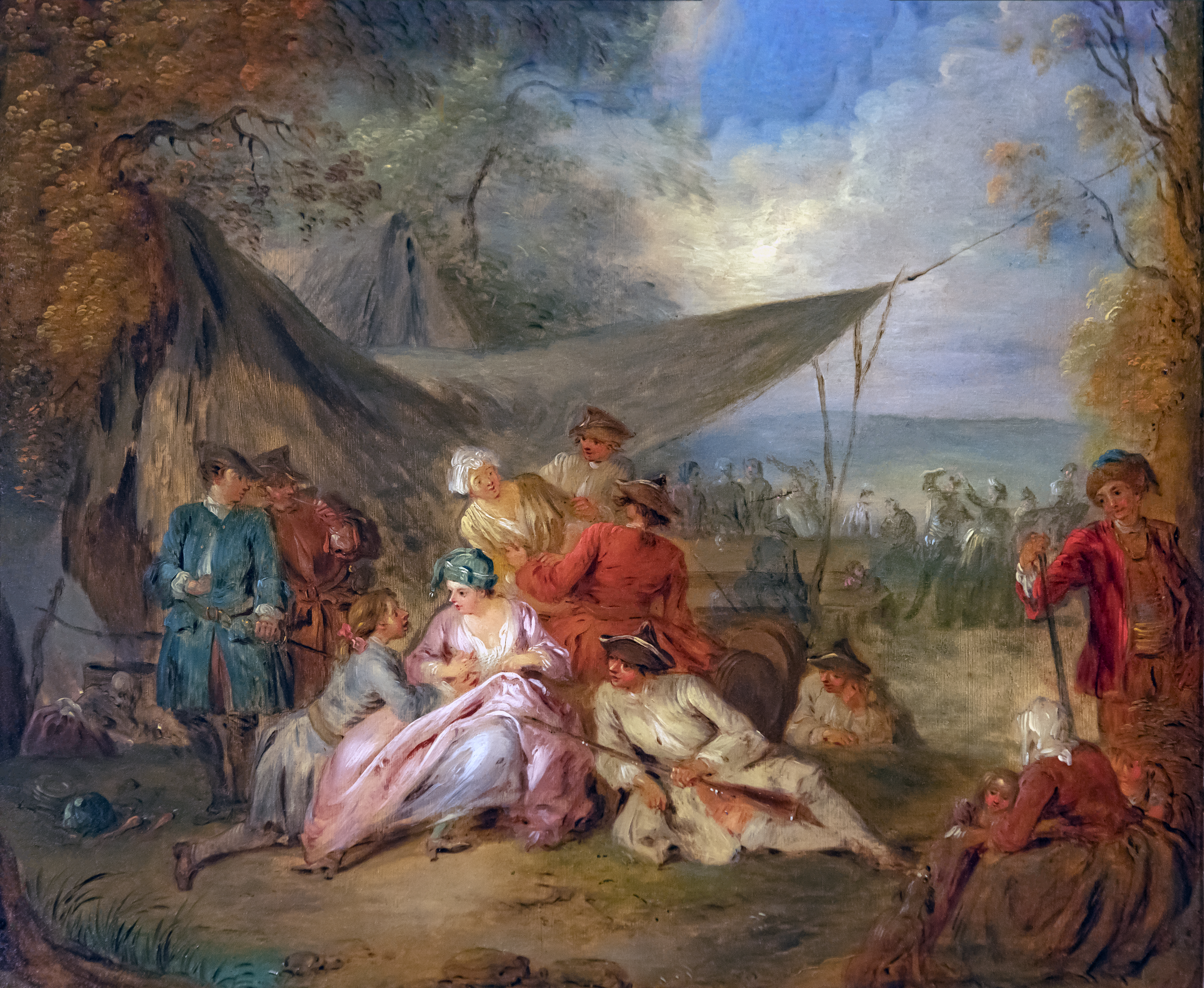
Персонажи под тентом. Холст, масло. Фонд Бемберга, Тулуза